# São Julião de Palácios e Deilão
São Julião de Palácios e Deilão (llamada oficialmente União das Freguesias de São Julião de Palácios e Deilão) es una freguesia portuguesa del municipio de Braganza, distrito de Braganza.

## Historia
Fue creada el 28 de enero de 2013 en aplicación de una resolución de la Asamblea de la República de Portugal promulgada el 16 de enero de 2013 con la unión de las freguesias de Deilão y São Julião de Palácios, pasando su sede a estar situada en la antigua freguesia de São Julião de Palácios.

## Demografía
| Gráfica de evolución demográfica de São Julião de Palácios e Deilão entre 2011 y 2021 |
|                                                                                       |
| Datos según el nomenclátor publicado por el INE portugués.                            |